# Wierzbica (powiat kraśnicki)
Wierzbica – wieś w Polsce położona w województwie lubelskim, w powiecie kraśnickim, w gminie Urzędów przy drodze wojewódzkiej 833.
Wieś szlachecka  położona była w drugiej połowie XVI wieku w powiecie urzędowskim województwa lubelskiego. W latach 1975–1998 miejscowość administracyjnie należała do ówczesnego województwa lubelskiego.
Wieś stanowi sołectwo gminy Urzędów.

## Historia
Wieś notowana w 1416 i następnych jako Wierzbicza, w roku 1419 następnych jako Wirbicza, położona 3 km NW od Urzędowa historycznie w powiecie i parafii urzędowskiej.
W wieku XV wieś stanowiła własność szlachecką, według zapisów z akt ziemskich lubelskich
- 1416 w aktach ziemskich lubelskich opisany jest Wacław z Wierzbicy.
- 1416–28 dziedzicem był Śmieszek z Wierzbicy herbu Nowina.
- 1429 Marcin z Wierzbicy.
- 1443–44 i 1451–56 Marcin z Wierzbicy.
- 1451 Elżbieta z Wierzbicy.
- 1453 Anna żona Jana z Wierzbicy.
- 1454–46 szlachetny Piotr z Wierzbicy.
- 1455 dziedzicem był Markusz; granice z Bobami i Wolą Wierzbicką.
- 1466 Elżbieta z Wierzbicy i Woli Bobowskiej, żona Stanisława, córka Marcisza.

Jakub Chechelski z Wierzbicy zapisuje żonie Annie, córce Pełki ze Sroczkowa (w pow. wiślickim) 40 grzywien posagu i tyleż wiana.
- 1495 Jakub z Wierzbicy.

Powinności dziesięcinne i podatki
- 1529 dziesięcina z folwarku w kwocie 2 1/2 grzywny oddawana była plebanowi w Bobach, z pewnych ról w Wierzbicy i Woli Wierzbickiej dziesięcina snopowa wartości 1 1/2 grzywny biskupowi (Liber Retaxationum 34, 437).
- 1531–33 pobór z części Jakuba i Jana z 2 łanów. (Rejestr Poborowy)[7].